# Накло (Чрномель)
Накло (словен. Naklo) — поселення в общині Чрномель, Південно-Східна Словенія, Словенія. Висота над рівнем моря: 319,8 м.